# Neocollyris emarginata
Neocollyris emarginata es una especie de escarabajo del género Neocollyris. Fue descrita científicamente por Dejean en 1825.
Se distribuye por India, Malasia y Filipinas. Habita en bosques, principalmente en troncos de árboles verticales y caídos y hojas de diferentes especies de arbustos.